# Venosti

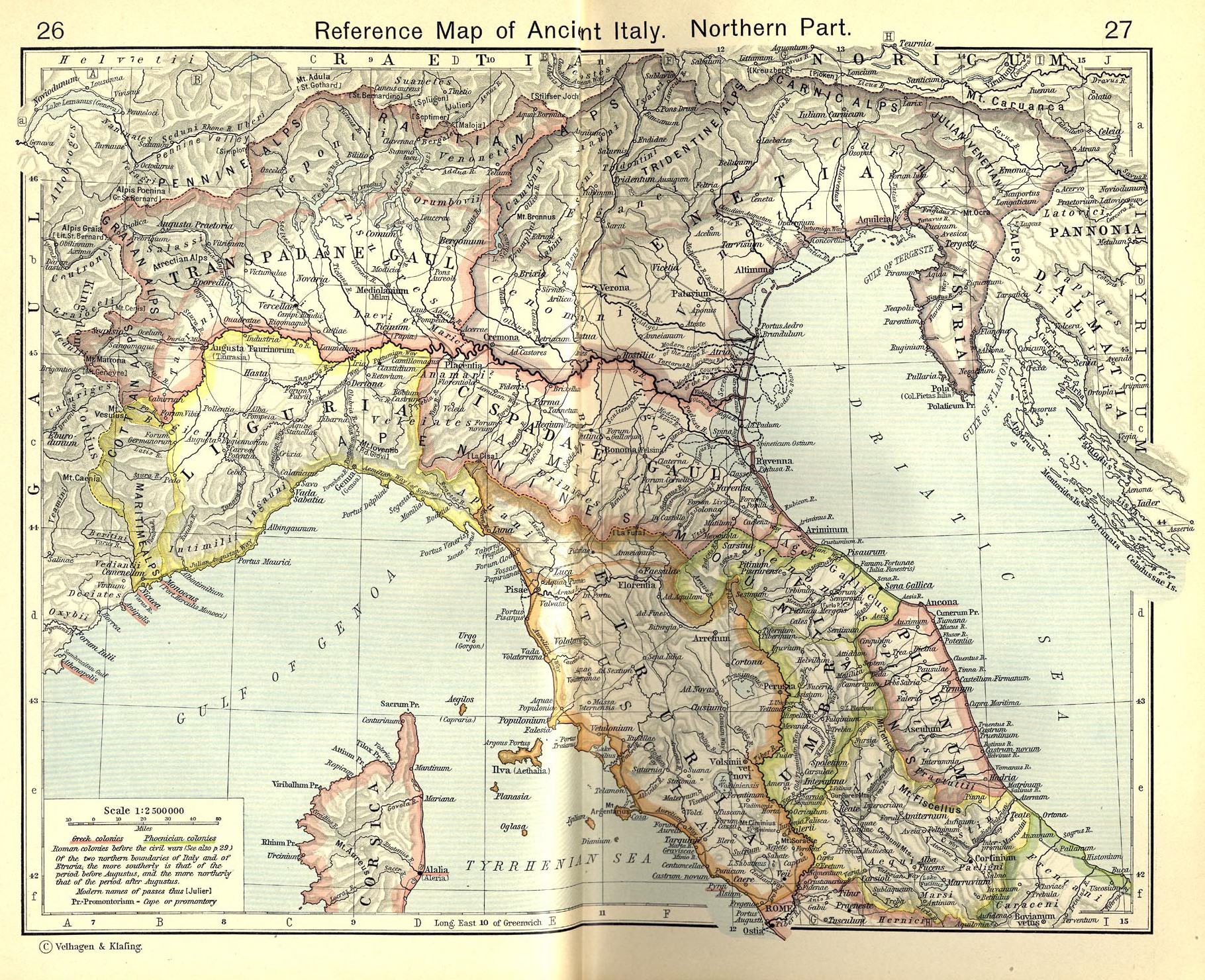
L'Italia centro-settentrionale secondo lHistorical Atlas con i Venostes all'estremità meridionale della Rezia

I Venosti erano un antico popolo alpino stanziato al sud del Passo di Resia, nell'attuale Val Venosta.
I Venostes vennero sottomessi a Roma nel contesto delle campagne di conquista di Augusto della Rezia e dell'arco alpino, condotte dai suoi generali Druso maggiore e Tiberio (il futuro imperatore) contro i popoli alpini tra il 16 e il 15 a.C.
Il nome dei Venosti è ricordato in terza posizione nel Trofeo delle Alpi ("Tropaeum Alpium"), monumento romano eretto nel 7-6 a.C. per celebrare la sottomissione delle popolazioni alpine e situato presso la città francese di La Turbie:
(Trofeo delle Alpi, Iscrizione frontale)

### Fonti primarie
- Trofeo delle Alpi